# 3 сентября
«Третье сентября» (укр. Третє вересня; «Я календар перегорну…») — російська пісня, вперше виконана Михайлом Шуфутинським в 1993 році. Автор музики — Ігор Крутой, автор тексту — Ігор Ніколаєв. Аранжувальником виступив Євген Кобилянський, який працював тоді музичними керівником оркестру Шуфутинського. У 1994 році композиція увійшла в сольний альбом Шуфутинського «Гуляй, душа». Для самого виконавця дата стала знаковою — 3 вересня 1995 року народився старший онук Шуфутинського.

## Історія
У 1992 році співак Михайло Шуфутинський після довгих років еміграції повернувся на постійне місце проживання до Москви, де народився. Тоді ж він знайомиться з композитором Ігорем Крутим, який пропонує йому нещодавно написану композицію, причому спочатку вона призначалася для іншого виконавця. Михайло Захарович відразу зазначив магнетизм пісні і сказав Ігорю Крутому, що обов'язково повинен її заспівати. Хоча згодом Шуфутинський зазначав, що «Третє вересня» трохи затягнута і драматична.
За словами виконавця пісні, її текст не базується на якійсь конкретній історії: «Ніякого дива не сталося: у цей день ніхто не сварився, не мирився — це не спеціальна дата. Усім хотілося б почути, що у нас щось сталося другого, третього, але ні, у мене нічого не відбувалося».
Вже після створення пісні 3 вересня 2004 року відбувся штурм школи в Беслані, захопленої терористами, в ході якого загинуло 334 людини. В результаті 3 вересня стало в Росії Днем солідарності в боротьбі з тероризмом, в цей день проходять заходи в пам'ять про загиблих в Беслані. У зв'язку з цим популяризація пісня критикується, тому що через неї люди не згадують жертв трагедії, а сміються над «перевертанням календаря».

## Меми
У 2011 році в співтоваристві МДК з'явилася картинка американського репера Ріка Росса, супроводжувана цитатою з пісні Шуфутинського. У вересні 2013 в російському сегменті інтернету стали широко тиражуватися картинка і цитати з пісні, що поклало початок перетворення композиції Шуфутинського в інтернет-мем. Підвищений інтерес інтернет-аудиторії до пісні Шуфутинський оцінює позитивно.
Шуфутинський також оцінив професіоналізм музичного кліпу з «Третім вересня», в якому в пісню були вкраплені слова з композиції Ріка Росса: «Звучить досить симпатично. Все це разом як-то вдало збіглося. Вміють вони, чортяки». Разом з тим, Михайло Шуфутинський висловив надію, що композиція зараз тільки набирає популярність: «Ця хвиля поступово наростала. Мені здається, вона ще не досягла свого апогею. Але вона сьогодні займає значне місце в ефірах радіостанцій, у репертуарах виконавців різних нічних клубів».
Окремі оглядачі вважають, що мем на пісню Шуфутинського був запущений у соцмережі, щоб перекрити пам'ять про трагедію у Беслані 3 вересня 2004 року, коли в результаті штурму захопленої терористами школи з заручниками загинуло 334 людини.
У вересні 2022 року на фоні повномасштабного російського вторгнення в Україну і «скасування роскультури» українці знайшли заміну пісні Михайла Шуфутинського «3 сентября», а саме пісня «Осінь», яку виконує Народний артист України Іво Бобул. В TikTok «Музвар» опублікували трек з закликом забути про «трєтьє сєнтября», а користувачі мережі з задоволенням погодилися з авторами.